# کرستین گرشائو
کرستین گرشائو (آلمانی: Kerstin Gerschau؛ زادهٔ ۲۶ ژانویهٔ ۱۹۵۸) ژیمناست هنری اهل آلمان بود.